# 土卫三十四

土卫三十四相對於土星和土卫四的軌道動畫 - 旋轉參考系統
土卫三十四·
土卫十二·
土卫四·
土星

土卫三十四 (Polydeuces, Greek Πολυδεύκης) 是土星的一颗卫星。它在2004年11月21日被卡西尼图像团队发现，其领人是卡罗琳·C·波尔科等人，当时命名编号为S/2004 S 5。它与土卫四共用轨道并位于其拉格朗日点(L5)。其直径估计大约3.5km。土卫十二与土卫四共用轨道并位于其拉格朗日点(L4)。
在已知的土星系共用轨道卫星中，土卫三十四的位置是最偏的一个，它与拉格朗日点L5相差32度。
土卫三十四英文名Polydeuces已被国际天文联会行星科学命名在2005年1月21日接受为正式名称。希腊神话中，波吕丢刻斯是波魯克斯（Pollux）的另外一个名字，他是卡斯托耳的兄弟。